# Giacinto Giordano Ansalone
Giordano da Santo Stefano, al secolo Giacinto Ansalone (Santo Stefano Quisquina, 1º novembre 1598 – Nagasaki, 17 novembre 1634), è stato un religioso italiano.
Frate domenicano, dopo gli studi a Palermo e a Salamanca, predicò il Vangelo in Messico, nelle Filippine e in Giappone, dove fu martirizzato.
Con decreto vescovile del 19 novembre 2017, il cardinale Francesco Montenegro, arcivescovo metropolita d'Agrigento, ha dichiarato ufficialmente san Giacinto Giordano Ansalone patrono secondario della città di Santo Stefano Quisquina, assieme a santa Rosalia.

## Biografia

### La nascita e la vocazione
Nacque a Santo Stefano Quisquina il 1º novembre 1598 da Vincenzo e Lavinia Ansalone; nel battesimo ricevette il nome di Giacinto in omaggio a Giacinto Odrovaz, santo domenicano di Cracovia canonizzato quattro anni prima, come attesta l'atto di battesimo che si conserva nell'archivio della Chiesa Madre di Santo Stefano Quisquina.
La sua vocazione alla vita domenicana poté affermarsi sotto l'ombra del convento patrio il quale, nonostante fosse posto in un paese sperduto tra i monti, offriva un mezzo di istruzione. Rimasto orfano di entrambi i genitori, entrò nel convento di San Domenico di Santo Stefano e intorno al 1615 fu trasferito come novizio nel convento di Agrigento assumendo il nome di fra' Giordano da Santo Stefano.
Nel 1618 fu trasferito a Salamanca per affinare gli studi di greco e latino; qui espresse il desiderio di recarsi in missione nel lontano Oriente. Avendo ricevuto esito favorevole da parte dei suoi superiori, fu trasferito nel convento di Trujillo, in Castiglia, luogo per la formazione e preparazione dei missionari.

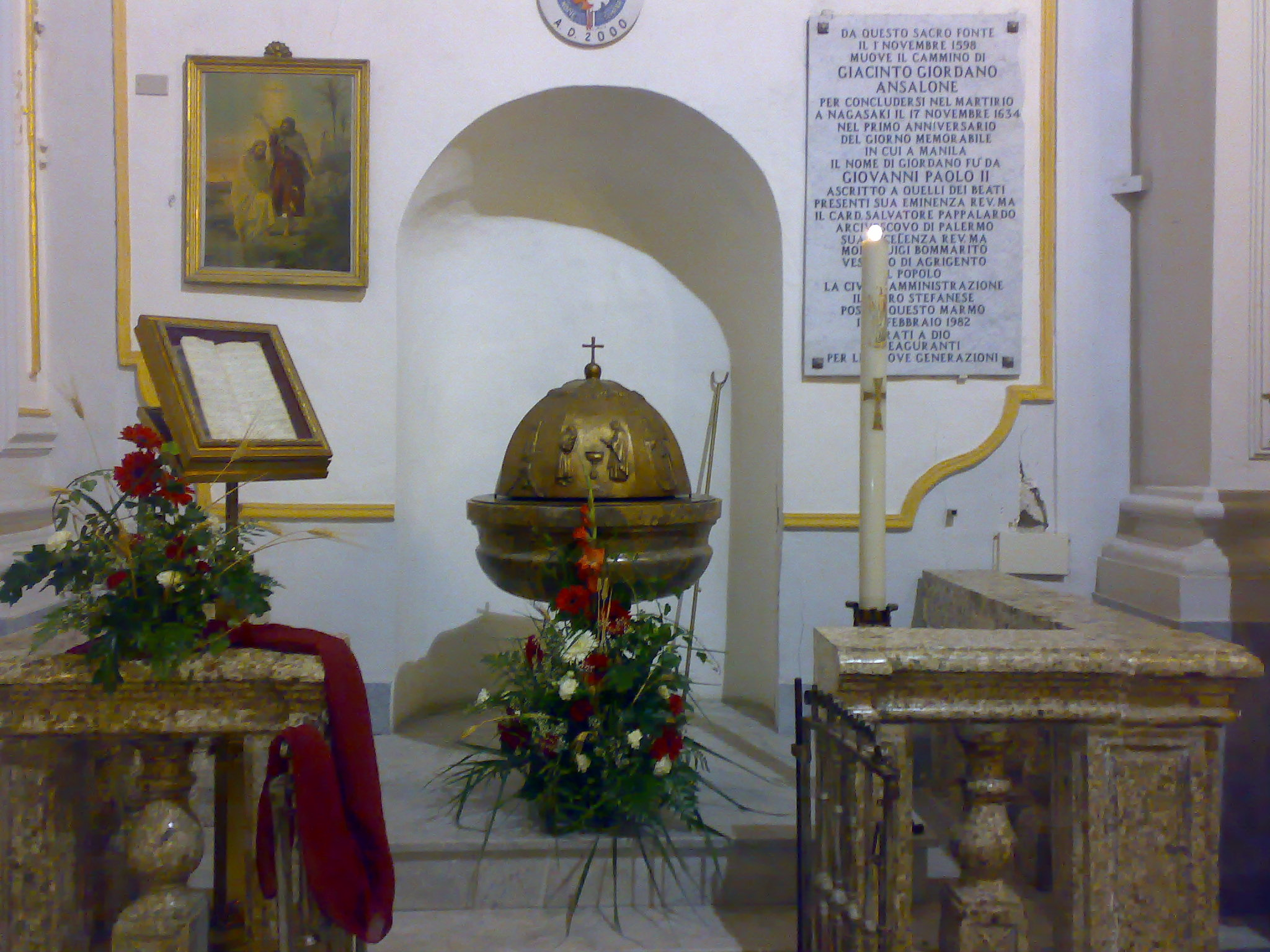
Fonte battesimale della Chiesa Madre di Santo Stefano Quisquina dove il 1º novembre 1598 venne battezzato Giacinto.

### Il viaggio verso le Filippine
Prima di arrivare nelle Filippine l'imbarcazione fece sosta in Messico; qui fra' Giordano si diede allo studio e alla preghiera. Tradusse in lingua latina la storia dei santi domenicani, edita in lingua spagnola da padre Ferdinando Castillo. Un giorno un suo confratello gli chiese se non avesse paura di andare in quelle terre lontane e inospitali e se avesse la tentazione di ritornare in Europa; lui gli rispose scherzando col proprio nome con una frase della Bibbia: "il Giordano è tornato indietro, ma Giordano non torna indietro”. Ripreso il viaggio e giunto a Manila, capitale delle Filippine, fu subito assegnato all'assistenza degli infermi nell'ospedale.

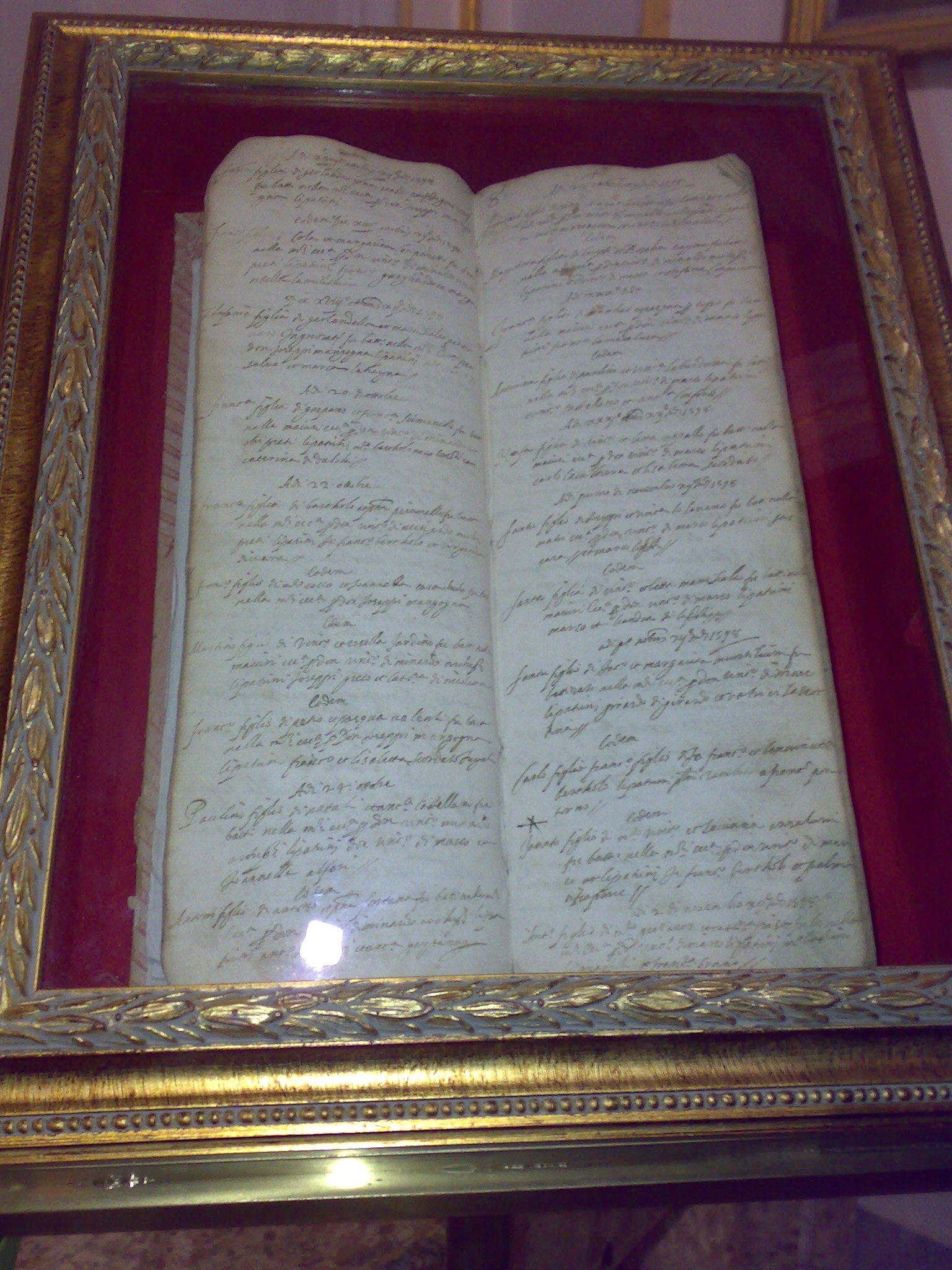
Registro con l'atto di battesimo del piccolo Giacinto, figlio di mastro Vincenzo e Lavinia Ansalone

### Missionario nel Giappone
Nel 1632 i superiori delle missioni delle Filippine decisero di inviare altri missionari in Giappone in sostituzione dei domenicani martirizzati e fra' Giordano ricevette l'ordine di partire e di raggiungere padre Tommaso di San Giacinto, domenicano indigeno. La persecuzione del 1624 aveva decimato i cristiani e quelli che vi erano sopravvissuti non avevano visto la faccia di un missionario da otto anni. I due missionari organizzarono un programma: padre Tommaso sarebbe rimasto a Nagasaki, sede della missione, e fra' Giordano avrebbe perlustrato le diverse regioni per visitare e confortare i cristiani. Per le fatiche dei viaggi continui, le privazioni di ogni genere, le pene, le preoccupazioni del suo ministero cadde gravemente malato e fu costretto a ritornare a Nagasaki. Devotissimo della Beata Vergine Maria, si rivolse a lei affinché potesse guarire e ritornare al suo lavoro e chiedendo anche la grazia di morire martire. Così in cinque giorni fu perfettamente guarito.

### Verso la via del martirio
Il governatore di quelle isole diede ordine ai suoi collaboratori di arrestare un religioso agostiniano segnalato in quelle regioni, così a tal proposito fece organizzare una perquisizione nella regione di Nagasaki dove si trovavano i due missionari. Avendone ricevuta la notizia, i due missionari si preoccuparono di salvaguardare i loro cristiani e decisero di uscire in segreto dalla città e di rifugiarsi in una casa nei dintorni di Nagasaki. I collaboratori del governatore, che cercavano il frate agostiniano, entrarono proprio nella casa dove si erano rifugiati i due missionari domenicani, i quali furono scoperti. Furono dunque legati alla giapponese con una catena e condotti a Nagasaki. Interrogato più volte e non rinunciando mai alla sua fede in Cristo, fra' Giordano e padre Tommaso furono condannati a essere torturati e a morire per Cristo.

### Il martirio e la fine
Non avendo rinunciato alla fede, furono sottoposti a bere cento caraffe di acqua, e così gonfi li fecero porre tra due tavole e pressati fortemente da tutte le parti del corpo ne schizzava acqua mescolata con sangue. Dopo tre mesi di duro carcere, nel novembre del 1634, insieme a tanti altri cristiani, fra' Giordano fu sottoposto ad altre torture. Acuminate cannucce furono conficcate tra i polpastrelli e le unghia delle dita fino a penetrare a metà delle stesse dita, ad un tale tormento avrebbero dovuto morire di dolore invece egli esclama: "quanti belli garofani fiorite dalle mie dita e quante rose vermiglie, che cos'è dunque il sangue che spargiamo a confronto di quello o Gesù che tu hai sparso per noi”. Il tiranno inferocito, dal fatto che quel tormento non avesse effetto, ordinò ai carnefici di percuotere le dita dei martiri e che raspassero, così con le cannucce nelle dita, la dura pietra e la terra e non avendo neppure questo fatto effetto il tiranno fece tormentare le loro carni e le parti più delicate del pudore ma neppure questo turbò i loro volti.
Così il tiranno li condannò a morte crudele. Giorno 11 novembre fra' Giordano, accompagnato dal suo fedele compagno padre Tommaso e dal altri sedici cristiani condannati tutti a morire per la fede di Cristo, furono estratti dalla prigione e condotti al supplizio finale preparato su una collina distante un chilometro dalla città. Fatti smontare da cavallo, furono legati ai piedi alle forche e sospesi con la testa in giù e con tutta violenza scaraventati in fosse preparate allo scopo. Ai loro lombi stretti da forte cinture furono appesi grossi e pesanti massi e così sospesi furono lasciati a morire lentamente. Con altri metodi veloci furono martirizzai gli altri cristiani. Fra' Giordano e padre Tommaso restarono sette giorni in quel supplizio privi di cibo e di bevande. Il 17 novembre del 1634, dopo sette giorni, il primo a morire fu fra Tommaso e dopo poche ore a conseguire la palma del martirio fu il santo martire siciliano fra' Giordano.

## Culto
Il primo a diffondere notizie su san Giacinto Giordano Ansalone ai suoi concittadini fu l'arciprete di Santo Stefano, mons. Luigi Abella, il quale, in occasione delle festività natalizie del 1963, pubblicò un opuscolo sul martire stefanese a quei tempi ancora sconosciuto ai suoi concittadini. In seguito anche alle ricerche del professor Calogero Messina, si sono scoperti l'atto di battesimo e alcune lettere autografe del santo. Grazie a uno scambio di lettere tra l'arciprete mons. Luigi Abella e il parroco di Sérignan, il reverendo Estournet, che zelava la devozione a Guglielmo La Courtet, martire dello stesso gruppo a cui appartenne Giordano Ansalone, il 17 novembre 1967, assieme a una delegazione francese don Estournet si recò a Santo Stefano Quisquina per offrire il quadro di Giordano Ansalone agli stefanesi. Il quadro, dipinto dal pittore protestante Andrè Ribes, rappresenta il santo al centro e tutto intorno, come se fossero delle stazioni della Via Crucis, le scene del martirio sostenuto dal santo. L'immagine avrebbe così aiutato il popolo di Santo Stefano a pregare con più intensità per la beatificazione del martire.

### La beatificazione e la canonizzazione
Il 18 febbraio 1981 papa Giovanni Paolo II beatifica nel grande "Luneta Park" di Manila Giordano Ansalone e compagni martiri, unico italiano di 16 cristiani imprigionati nell'agosto del 1634; la beatificazione giunge a conclusione di un lungo processo canonico più volte iniziato e interrotto nel corso dei secoli.
Il 18 ottobre 1987 lo stesso papa innalza agli onori degli altari i sedici nuovi santi; la solenne cerimonia svoltasi in piazza San Pietro vede presente una delegazione della diocesi di Agrigento guidata del vescovo mons. Luigi Bommarito e del paese natale del santo. Presente anche alla cerimonia Cecilia Alegria Policarpo, una filippina di sei anni che fu miracolata dai gruppo dei sedici martiri di Nagasaki. A Santo Stefano Quisquina per quella occasione furono organizzate festività varie e solenni in onore del nuovo santo, inoltre la chiesa madre del paese fu elevata a santuario diocesano di San Giacinto Giordano Ansalone.

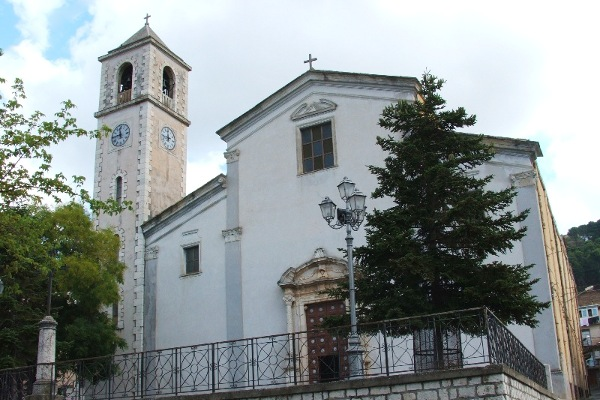
Il Santuario di San Giacinto Giordano Ansalone

A Raffadali sorge la prima parrocchia al mondo dedicata a San Giacinto Giordano Ansalone.

### Festa di san Giacinto Giordano Ansalone
La festa liturgica di San Giordano viene celebrata il 19 novembre. Dal 2013 la festa esterna viene celebrata la prima domenica di Agosto
con una solenne festa e la processione del santo per le vie del suo paese per dare opportunità agli emigrati stefanesi di partecipare ai festeggiamenti.

### Monumento
A Santo Stefano Quisquina è stato inaugurato il 28 luglio 2013 un monumento dedicato al santo proprio in piazza San Giordano Ansalone. Ogni anno il comitato festeggiamenti omaggia la statua con una composizione floreale.